# Drosophila araicas
Drosophila araicas är en tvåvingeart som beskrevs av Pavan och Nacrur 1950. Drosophila araicas ingår i släktet Drosophila och familjen daggflugor.
Artens utbredningsområde är Brasilien.